# Crosswalk/リワインド
「Crosswalk/リワインド」（クロスウォーク/リワインド）は、鈴木みのりの2枚目のシングルである。2018年5月9日にFlyingDogから発売された。

## 概要
前作「FEELING AROUND」以来、3ヶ月半ぶりのリリースとなる。また、初となる両A面シングル。
「Crosswalk」は同じレーベル所属する坂本真綾が歌詞、北川勝利が作曲を手掛けた楽曲で、テレビアニメ『あまんちゅ!』第2期『あまんちゅ! ～あどばんす～』のオープニングテーマに起用された。「リワインド」は白戸佑輔が作詞・作曲を手掛けた楽曲で、テレビアニメ『カードキャプターさくら クリアカード編』後期エンディングテーマに起用された。
「あまんちゅ!盤」と「さくら盤」の2形態で発売され、それぞれ異なるカップリング曲が収録されている。
本作をリリースを記念して、東京（5月12日）、大阪（同月19日）、愛知（同月20日）にてイベント『鈴木みのり2ndシングル「Crosswalk／リワインド」リリース記念イベント～“ちいさなみのり”を見つけにいこう～ フリーライブ＆特典会』を開催した。

## シングル収録内容
| #         | タイトル                         | 作詞      | 作曲・編曲 | ストリングス編曲 | 時間  |
| --------- | -------------------------------- | --------- | ---------- | ---------------- | ----- |
| 1.        | 「Crosswalk」                    | 坂本真綾  | 北川勝利   | 河野伸           | 5:53  |
| 2.        | 「リワインド」                   | 白戸佑輔  | 白戸佑輔   |                  | 4:24  |
| 3.        | 「ちいさなみのり」               | 堂島孝平  | 堂島孝平   |                  | 4:36  |
| 4.        | 「Crosswalk」(Instrumental)      |           |            |                  | 5:53  |
| 5.        | 「リワインド」(Instrumental)     |           |            |                  | 4:24  |
| 6.        | 「ちいさなみのり」(Instrumental) |           |            |                  | 4:31  |
| 合計時間: | 合計時間:                        | 合計時間: | 合計時間:  | 合計時間:        | 29:41 |

| #         | タイトル                                 | 作詞       | 作曲      | 編曲      | 時間  |
| --------- | ---------------------------------------- | ---------- | --------- | --------- | ----- |
| 1.        | 「リワインド」                           |            |           |           | 4:25  |
| 2.        | 「Crosswalk」                            |            |           |           | 5:54  |
| 3.        | 「大好きになってよかった」               | 鈴木みのり | 加藤冴人  | 鈴木智文  | 4:49  |
| 4.        | 「リワインド」(Instrumental)             |            |           |           | 4:25  |
| 5.        | 「Crosswalk」(Instrumental)              |            |           |           | 5:54  |
| 6.        | 「大好きになってよかった」(Instrumental) |            |           |           | 4:44  |
| 合計時間: | 合計時間:                                | 合計時間:  | 合計時間: | 合計時間: | 30:11 |

## 参加ミュージシャン
| Crosswalk - tambourine, wind chime & programming：北川勝利 - programming：acane_madder - drums：佐野康夫 - bass：千ヶ崎学 - guitar：石成正人 - acoustic piano：末永華子 - strings：金原千恵子ストリングス - backing vocals：鈴木みのり リワインド - electric piano & programming：白戸佑輔 - guitar：堀崎翔 - strings：高井敏弘ストリングス - backing vocals：鈴木みのり | ちいさなみのり - acoustic guitar & programming：堂島孝平 - drums：小松シゲル - bass：鹿島達也 - guitar：奥田健介 - acoustic piano & keyboards：sugarbeans |